# 増井良啓
増井 良啓（ますい よしひろ、1965年〈昭和40年〉3月16日 - ）は、日本の法学者。専門は租税法。東京大学大学院法学政治学研究科教授。
三重県上野市（現在の伊賀市、松尾芭蕉の郷里）生まれ。18歳のとき単身上京。金子宏教授に師事、租税法の研究をはじめる。東京大学助手・同助教授を経て、2003年7月より現職。この間、ウィーン経済大学・ニューヨーク大学・シドニー大学・シンガポール国立大学・税務大学校などで客員教授。

## 経歴
- 1987年　東京大学法学部卒業（法学士）
- 1987年　東京大学法学部助手（学士助手）
- 1990年　東京大学法学部助教授
- 1992年　Harvard Law School, ITP/LL.M.
- 2003年　東京大学大学院法学政治学研究科教授[3]
- 2010年　日本銀行金融研究所客員研究員[4]
- 所属学会は、日本公法学会、租税法学会、国際租税協会（International Fiscal Association）[5]
- 関心分野は、租税法、税制改正、タックス・ミックス、財政赤字、分配的正義、国際課税、グローバル化、技術革新、租税手続、納税者情報、AIと税制など

## 著書

### 単著
- 『結合企業課税の理論』東京大学出版会、2002年3月。ISBN 9784130361194。
- 『租税条約に基づく情報交換 オフショア銀行口座の課税情報を中心として』日本銀行金融研究所〈IMES discussion paper series No.2011-J-9〉、2011年10月。
- 『租税法入門』有斐閣〈法学教室Library〉、2014年3月。ISBN 9784641131675。
  - 『租税法入門』（第3版）有斐閣〈法学教室Library〉、2023年12月。ISBN 9784641228603。

### 執筆
- 増井良啓 著「租税法における水平的公平の意義」、碓井光明・小早川光郎・水野忠恒・中里実 編『金子宏先生古稀祝賀 公法学の法と政策』 上巻、有斐閣、2000年9月。ISBN 9784641128835。
- 増井良啓「国際課税ルールの安定と変動 －租税条約締結によるロック・イン－」『税務大学校論叢40周年記念論文集』税務大学校、2008年6月、335-360頁。
- 増井良啓 著「租税体系について」、金子宏・中里実・J.マーク・ラムザイヤー 編『租税法と市場』清文社、2014年7月。ISBN 9784641131668。
- 増井良啓 著「租税手続法の国際的側面」、宇賀克也・交告尚史 編『租税法と市場』有斐閣、2016年9月。ISBN 9784641227019。
- 増井良啓 著「国際課税の制度設計」、渕圭吾・北村導人・藤谷武史 編『国際課税』日本評論社〈現代租税法講座 第4巻〉、2017年8月。ISBN 9784535065109。
- 増井良啓 著「「グローバルな税の透明性」と信託」、能見善久・樋口範雄・神田秀樹 編『信託法制の新時代 信託の現代的展開と将来展望』弘文堂、2017年11月。ISBN 9784335357169。
- 増井良啓 著「租税条約の締結に対する国会の関与」、中里実・藤谷武史 編『租税法律主義の総合的検討』有斐閣、2021年12月。ISBN 9784335357169。
- 増井良啓 著「グループ通算制度について」、澁谷雅弘・高橋滋・石津寿惠・加藤友佳 編『水野忠恒先生古稀記念論文集 公法・会計の制度と理論』中央経済社、2022年3月。ISBN 9784502422317。
- 増井良啓 著「租税競争をくいとめる」、東京大学法学部「現代と法」委員会 編『いま、法学を知りたい君へ 世界をひろげる13講』有斐閣、2024年9月。ISBN 9784641126466。

### 共著
- 佐藤英明、岡村忠生、谷口勢津夫、増井良啓、渡辺徹也『租税法演習ノート 租税法を楽しむ21問』弘文堂、2005年10月。ISBN 9784335353543。
  - 佐藤英明、岡村忠生、澁谷雅弘、髙橋祐介、谷口勢津夫、増井良啓、渡辺徹也『租税法演習ノート 租税法を楽しむ21問』（第4版）弘文堂、2021年3月。ISBN 9784335358500。
- 増井良啓、宮崎裕子『国際租税法』東京大学出版会、2008年8月。ISBN 9784130323468。
  - 増井良啓、宮崎裕子『国際租税法』（第4版）東京大学出版会、2019年12月。ISBN 9784130323932。
- 増井良啓、浅妻章如、藤谷武史、神山弘行 著、中里実、渕圭吾、吉村政穂 編『信託課税研究の道標』有斐閣、2019年12月。ISBN 9784641227705。

### 共編
- 江頭憲治郎、増井良啓 編『市場と組織』東京大学出版会〈融ける境超える法 3〉、2005年10月。ISBN 9784130350433。
- 中里実・佐藤英明・増井良啓・澁谷雅弘 編『租税判例百選』（第4版）有斐閣〈別冊ジュリスト No.178〉、2005年10月。ISBN 9784641114784。
  - 中里実・佐藤英明・増井良啓・澁谷雅弘 編『租税判例百選』（第5版）有斐閣〈別冊ジュリスト No.207〉、2011年12月。ISBN 9784641115071。
  - 中里実・佐藤英明・増井良啓・澁谷雅弘 編『租税判例百選』（第6版）有斐閣〈別冊ジュリスト No.228〉、2016年6月。ISBN 9784641115293。
  - 中里実・佐藤英明・増井良啓・澁谷雅弘・渕圭吾 編『租税判例百選』（第7版）有斐閣〈別冊ジュリスト No.253〉、2021年6月。ISBN 9784641115538。
- 中里実・増井良啓 編『租税法判例六法』有斐閣、2013年7月。ISBN 9784641001107。
  - 中里実・増井良啓 編『租税法判例六法』（第6版）有斐閣、2023年8月。ISBN 9784641001602。
- 増井良啓・太田洋・吉村政穂 編『企業・市場』中里実・米田隆・岡村忠生編集代表、金子宏監修、日本評論社〈現代租税法講座 第3巻〉、2017年8月。ISBN 9784535065109。
- 増井良啓・渕圭吾・浅妻章如・吉村政穂・藤谷武史・神山弘行 編『中里実先生古稀祝賀論文集 市場・国家と法』有斐閣、2024年8月。ISBN 9784641228610。

### 共編著
- 金子宏、佐藤英明、増井良啓、澁谷雅弘『ケースブック租税法』弘文堂〈弘文堂ケースブックシリーズ〉、2004年8月。ISBN 9784335302848。
  - 金子宏、佐藤英明、増井良啓、澁谷雅弘『ケースブック租税法』（第6版）弘文堂〈弘文堂ケースブックシリーズ〉、2023年9月。ISBN 9784335305214。